# Nie mów mamie, że niania nie żyje
Nie mów mamie, że niania nie żyje (tytuł oryg. Don't Tell Mom the Babysitter's Dead) – amerykański film fabularny (czarna komedia) z 1991 roku.

## Fabuła
Rodzice piątki dzieci wyjeżdżają do Australii. Dla dzieci jest to wolność, chociaż niebawem pojawia się opiekunka, starsza pani. Chce całą piątkę nauczyć wojskowego drylu. Jednak wkrótce umiera na serce. Dzieci nie mogą powiedzieć prawdy rodzicom, ale teraz mogą robić to, na co mają ochotę, bo przecież są wakacje.

## Główne role
- Christina Applegate − Sue Ellen Crandall
- Joanna Cassidy − Rose Lindsey
- John Getz − Gus
- Josh Charles − Bryan
- Keith Coogan − Kenny Crandall
- Concetta Tomei − pani Crandall
- David Duchovny − Bruce
- Robert Hy Gorman - Walter Crandall
- Christopher Pettiet - Zach Crandall